# Ward Moore
Joseph Ward Moore (Madison, 10 agosto 1903 – Pacific Grove, 29 gennaio 1978) è stato uno scrittore di fantascienza statunitense.

## Biografia
Nacque il 10 agosto 1903 a Madison nel New Jersey da genitori ebrei che si erano sposati nel 1902. Suo nonno era Joseph Solomon Moore (1821-1892), di origine tedesca, commerciante su commissione che scrisse diversi libri sulla questione tariffaria, e fu amico di Carl Schurz. Cinque mesi dopo la sua nascita a Madison, nell'immediata periferia di New York, i suoi genitori si trasferirono a Montréal, in Canada, dove aveva vissuto la famiglia di sua madre. Lì il giovane Moore seguì alcuni corsi di studio, ma senza alcuna continuità, diventando autodidatta.
Nel 1913 la sua famiglia ritornò a New York, e durante questo periodo i genitori divorziarono, per poi risposarsi entrambi, ma suo padre morì nel 1916. Il secondo marito di sua madre, e suo patrigno, fu il noto jazzista tedesco Julian Fuhs. Frequentò a New York la De Witt Clinton High School, da cui venne espulso per la sua attività di pacifista durante la prima guerra mondiale, frequentando successivamente il Columbia College.
Moore affermò in seguito di aver trascorso, durante i primi anni venti, diversi anni in vagabondaggio in giro per gli Stati Uniti. Trovato lavoro come commesso in una libreria newyorkese, pubblicò alcune poesie su piccoli giornali, e verso la metà del decennio assunse la gestione di una libreria a Chicago, facendo amicizia con uno dei clienti del negozio, il giovane poeta Kenneth Rexroth. Moore apparve nel libro di memorie di Rexroth An Autobiographical Novel come il folle poeta e scrittore di fantascienza boemo Bard Major, e Rexroth affermò che Major apparteneva al Comitato Centrale del Partito Comunista di Milwaukee, espulso per deviazionismo trotzkista, ma la base reale di tali fatti, seppure esista, resta oscura.
Nel 1929 Moore si trasferì a Los Angeles, in California,, dove rimase a vivere per il resto della sua vita. Inizialmente lavorò in una fattoria, poi nell'edilizia e infine trovò impiego presso un cantiere navale.
A partire dal 1937 partecipò al Federal Writers Project della WPA, di cui il suo amico Rexroth era amministratore della sede di San Francisco, e durante la seconda guerra mondiale entrò nel campo dell'editoria, lavorando come ghost writer per conto terzi, oppure in proprio.
Il suo primo romanzo uscì nel 1942 con il titolo Breathe the Air Again e racconta della lotta sindacale in California durante gli anni venti, all'inizio della Grande depressione; il romanzo contiene numerosi elementi autobiografici e fu bene accolto dalla critica, ottenendo ampie e favorevoli recensioni. Il romanzo avrebbe dovuto essere il primo di una trilogia, ma i volumi restanti non furono mai pubblicati. Sempre nel 1942 Moore si sposò per la prima volta, con Lorna Lenzi, da cui ebbe sette figli.
Durante gli anni quaranta scrisse recensioni di libri, articoli e racconti per un certo numero di riviste e giornali, tra cui Harper's Bazaar, il San Francisco Chronicle, Jewish Horizons e The Nation.
Il suo primo romanzo di fantascienza, Più verde del previsto (Greener Than You Think), venne pubblicato da William Sloane Associates nel 1947. A partire dal 1950 fu redattore della rassegna di libri edita su Frontier, un mensile politico della West Coast simile a The Nation. Nei primi anni cinquanta iniziò a scrivere regolarmente per The Magazine of Fantasy and Science Fiction: amico dei curatori della rivista con sede in California, Anthony Boucher e J. Francis McComas, divenne ben presto un popolare scrittore, tra i favoriti dei lettori della rivista. Mai terribilmente prolifico, i suoi racconti di fantascienza scritti nel corso degli anni cinquanta erano divertenti e ben fatti e godettero di buona accoglienza.
Nel 1953 l'editore Ballantine Books pubblicò il suo romanzo più famoso, Anniversario fatale (Bring the Jubilee),, un'ucronia ambientata al tempo della guerra di secessione americana, che vedeva i sudisti vincere la battaglia di Gettysburg, cambiando il corso della storia. Nell'agosto dello stesso anno pubblicò su Fantasy and Science Fiction il racconto lungo Lot, cui seguì nell'ottobre 1954 La figlia di Lot (Lot's Daughter, Fantasy & Science Fiction, ottobre 1954). Dai due racconti venne tratto nel 1962 il film post apocalittico Il giorno dopo la fine del mondo (Panic in Year Zero!), diretto e interpretato da Ray Milland.
Nel corso degli anni sessanta la sua produzione letteraria diminuì e i suoi ultimi due romanzi vennero completati con l'aiuto di collaboratori. Nel 1962 uscì a puntate sulla rivista Fantastic Stories of Imagination il suo ultimo romanzo di fantascienza, Joyleg, scritto a quattro mani con Avram Davidson. Nel 1965 si risposò con la scrittrice di fantascienza Raylyn Moore (nata Crabbe; 1928-2005). La coppia si trasferì a Pacific Grove, California, dove Moore morì il 29 gennaio 1978. Il romanzo I prigionieri del caduceo (Caduceus Wild), scritto insieme a Robert Bradford, venne completato nel 1959, ma fu pubblicato solamente dopo la sua morte.

## Opere
(parziale; ove tradotte è indicata la prima edizione italiana)

### Romanzi
- Breathe the Air Again, 1942.
- Più verde del previsto (Greener Than You Think, 1947), traduzione di Marco e Dida Paggi, Urania 875, Arnoldo Mondadori Editore, 1981.
- Anniversario fatale (Bring the Jubilee, 1953), traduzione di Beata Della Frattina, Urania 141, Arnoldo Mondadori Editore, 1956.
- Transient, 1960.
- Joyleg (Joyleg, 1968; con Avram Davidson), Galassia n.140, Casa Editrice La Tribuna, 1971.
- I prigionieri del caduceo (Caduceus Wild, 1978; con Robert Bradford), Urania n. 1618, Mondadori, 2015.

### Racconti
- Lot (Lot, 1953), racconto lungo, traduzione: Carlo Fruttero, ne La verità sul caso Smith. Antologia della nuova narrativa americana, Arnoldo Mondadori Editore, 1963.
- La figlia di Lot (Lot's Daughter, 1954), racconto lungo, traduzione di Laura Grimaldi, in Lot, Urania 375, Arnoldo Mondadori Editore, 1965.

### Annotazioni
1. ↑  Egli sostenne in seguito di aver abbandonato volontariamente la scuola al fine incominciare l'attività di scrittore.
2. ↑  La storia è raccontata da più punti di vista, e lo stesso Ward Moore appare brevemente come personaggio nel romanzo
3. ↑  Tale grande battaglia fu combattuta tra il 1 e il 3 luglio 1863
4. ↑  Uscito su Fantasy & Science Fiction nell'agosto 1953.

### Fonti
1. 1 2 3 4 5  Tosello 2012, p. 246.
2. ↑  Tosello 2012, p. 252.
3. 1 2 3  Tosello 2012, p. 247.
4. 1 2 3 4 5  Tosello 2012, p. 248.

### Pubblicazioni
- Marzio Tosello, Lo spettatore della storia, in Urania Collezione, n.117, Milano, A. Mondadori editore, ottobre 2012,  pp. 246-250.